# Рославичівська сільська рада
| Рославичівська сільська рада — орган місцевого самоврядування у Васильківському районі Київської області з адміністративним центром у с. Рославичі. Сільській раді підпорядковані населені пункти: - с. Рославичі |

## Склад ради
Рада складається з 16 депутатів та голови.

### Керівний склад ради
| ПІБ                        | Основні відомості                                                                       | Дата обрання | Дата звільнення |
| -------------------------- | --------------------------------------------------------------------------------------- | ------------ | --------------- |
| Марахонько Надія Пилипівна | Сільський голова, 1944 року народження, освіта, безпартійний                            | 26.03.2006   | 31.10.2010      |
| Марахонько Надія Пилипівна | Сільський голова, 1944 року народження, освіта середня спеціальна, член Партії регіонів | 31.10.2010   |                 |

Примітка: таблиця складена за даними джерела